# Chiusanico
Chiusanico é uma comuna italiana da região da Ligúria, província de Impéria, com cerca de 612 habitantes. Estende-se por uma área de 13 km², tendo uma densidade populacional de 47 hab/km². Faz fronteira com Borgomaro, Caravonica, Cesio, Chiusavecchia, Diano Arentino, Lucinasco, Pontedassio, Stellanello (SV), Testico (SV).

## Demografia
| Variação demográfica do município entre 1861 e 2011                               |
|                                                                                   |
| Fonte: Istituto Nazionale di Statistica (ISTAT) - Elaboração gráfica da Wikipedia |